# Delias discus
Delias discus is een vlindersoort uit de familie van de Pieridae (witjes), onderfamilie Pierinae.
Delias discus werd in 1886 beschreven door Honrath.